# Daira (strumento musicale)
La daira è uno strumento musicale appartenente ai membranofoni, un tamburo a cornice, utilizzato nei paesi dell'Asia centrale come marcatore del ritmo nell'esecuzione della musica popolare.

## Descrizione
Lo strumento è costituito da un tamburo in legno sul quale viene tesa una pelle animale conciata. Viene suonato percuotendo la pelle con le dita, soltanto dal lato esterno del telaio. Si tratta di uno strumento particolarmente usato nell'esecuzione delle musiche popolari in Azerbaigian e in Afghanistan.